# 菊地史朗
菊地 史朗（きくち しろう、1949年6月10日 - ）は、日本の実業家。アサヒ飲料元代表取締役社長・会長。北海道常呂郡置戸町出身。

## 経歴
- 1974年3月 成蹊大学法学部卒業
- 1974年4月 朝日麦酒株式会社（現・アサヒビール株式会社）入社
- 2002年3月 同社 理事福島支店長
- 2002年9月 アサヒ飲料株式会社 常務執行役員営業本部長
- 2003年3月 同社 常務取締役
- 2005年3月 同社 専務取締役
- 2010年3月 同社 代表取締役社長[1]
- 2012年5月 全国清涼飲料工業会会長[2]
- 2013年3月 同社 代表取締役会長
- 2014年3月 同社 顧問